# Аллея Лесные Пруды
Алле́я Лесны́е Пруды́ — улица в районе Савёлки Зеленоградского административного округа города Москвы. Расположена между Московским проспектом и Сосновой аллей.
По всей длине улица двухполосная (по одной полосе в каждую сторону). Практического значения для транспортной инфраструктуры города не имеет: проезд со стороны Московского проспекта закрыт для движения автотранспорта, и фактически улица используется только как дворовой проезд со стороны Сосновой аллеи к корпусам 6-го микрорайона и зоне отдыха около Чёрного озера.
Летом 2013 года 450-метровый непроездной северный участок подвергся реконструкции: аллея была разделена по центральной оси на две части — одну половину выложили тротуарной плиткой для пешеходов, а вторую заасфальтировали заново для велосипедистов и роллеров.

## Здания и сооружения
По нечётной стороне:
- территория Зеленоградского лесопарка и зона отдыха около Чёрного озера.

По чётной стороне:
- территория Зеленоградского лесопарка;
- корпуса 6-го микрорайона.